# Метнани, Мохаммед
Мохаммед Абдулла Метнани (фр. Hichem Essifi; 3 марта 1992, Ле-Бардо, Тунис) — тунисский футболист, полузащитник, игрок клуба «Этуаль дю Сахель».

## Карьера
Метнани начал свою карьеру в 2002 году в юношеских рядах «Эсперанса», где провел 6 сезонов. Затем он присоединился к команде «Клуб Африкэн». В 2011 году клуб предложил игроку пятилетний профессиональный контракт, но он отклонил его из-за срока. Вместо этого он присоединился к катарскому клубу «Аль-Джаиш», а клуб заплатил за него 30 000 тунисских динаров.